# Špičkový zdroj

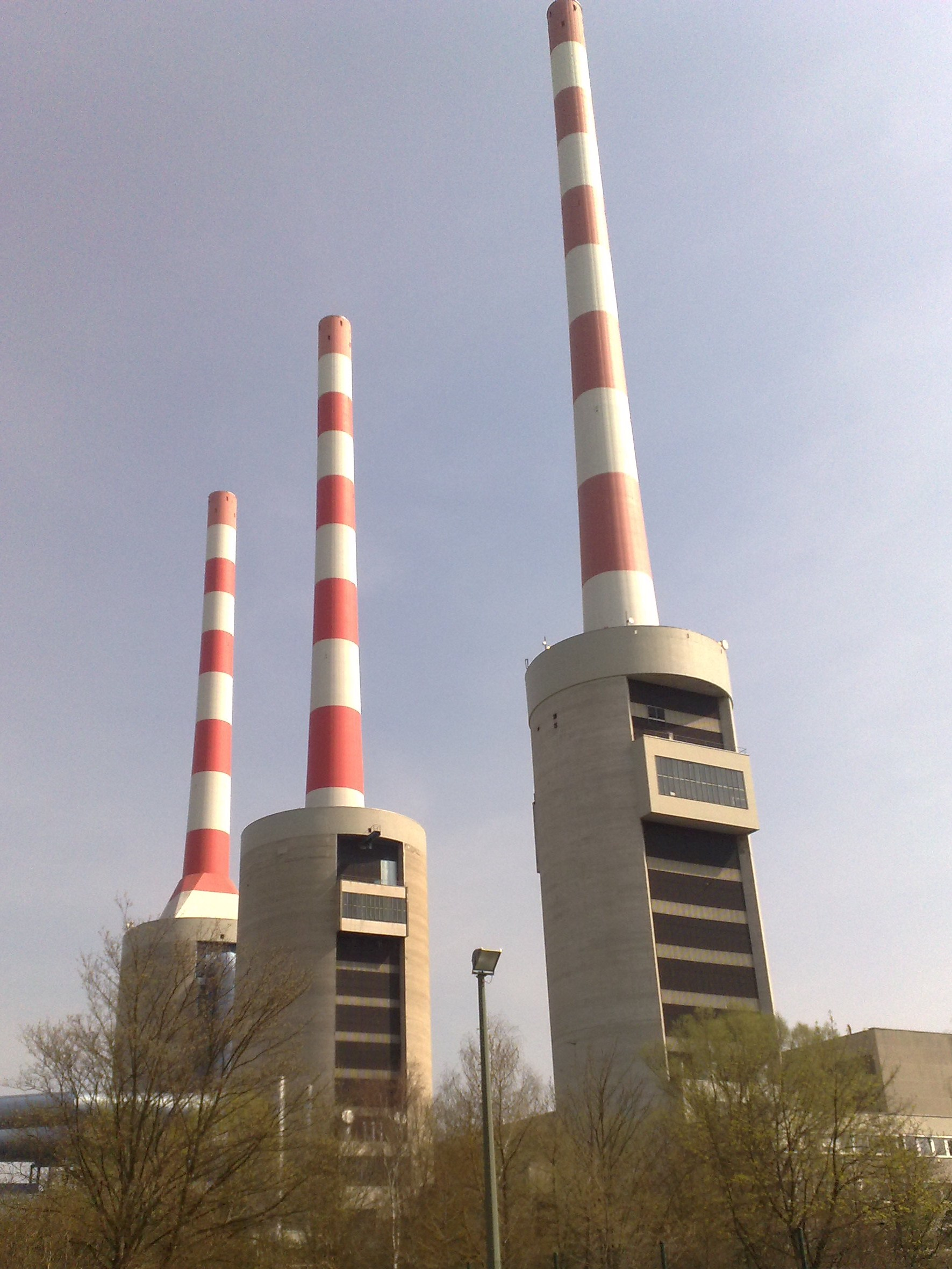
Plynová elektrárna Irsching 1

Špičkový zdroj elektřiny je takový zdroj, který je provozován pouze v době nejvyšší poptávky po elektřině. Protože jsou v provozu pouze určitou část dne, je jejich elektřina výrazně dražší než elektřina v základním zatížení. Špičkové zdroje jsou nutně používány v kombinaci se zdroji základního zatížení, které poskytují stálý výkon a pokrývají základní část denního diagramu zatížení. S velkým rozšířením obnovitelných zdrojů, zejména solárních a větrných elektráren, jsou špičkové zdroje třeba také k tomu, aby vyrovnávaly kolísání produkce těchto elektráren.
Hlavní charakteristikou špičkového zdroje je možnost rychlého startu a odstavení. Typické špičkové zdroje jsou například plynové nebo naftové tepelné elektrárny a vodní elektrárny s přečerpávací nádrží. Start a odstavení uhelné elektrárny nejsou sice tak rychlé, jsou však daleko rychlejší než u jaderných elektráren.